# Pont de la Corde
Le pont de la Corde est un pont routier de type en poutre-caisson et qui permet la traversée de la Penzé à Henvic dans le Finistère et la desserte de Saint-Pol-de-Léon en venant de Morlaix par la D 58.

## Situation géographique
Ce pont est situé au nord de la commune d'Henvic dans le Finistère, en Bretagne. Situé dans le Léon entre Saint-Pol-de-Léon et Morlaix, il enjambe la Penzé à environ 5 kilomètres de son embouchure en baie de Morlaix

## Historique

### Le passage avant le pont
Une corde tendue entre les deux rives de la Penzé guidait le petit bac assurant la traversée, ce qui serait à l'origine du nom.
Sous l'Ancien Régime le bac appartenait aux seigneurs de Lézireur ; la Révolution française abolit leur privilège et l'exploitation du bac fut accordée au meilleur enchérisseur ; le bac fonctionnait du lever au coucher du soleil.
Des accidents survenaient car la traversée était dangereuse (deux en 1895, l'un le 31 janvier, un autre le 16 août, sans provoquer de morts).

### Le pont de 1927
Cet ouvrage d'art a été mis en service en 1927.
Inauguré le 30 octobre 1927, il a été conçu par l'ingénieur Albert Caquot (il fut payant pendant quelques années). Ce pont a été remplacé par l'actuel le 15 juillet 1969 et l'ancien pont a été dynamité le 13 juillet 1971.
Il est situé au nord et en aval du viaduc de la Penzé qui, lui, permettait la desserte ferroviaire.